# Campus Varberg

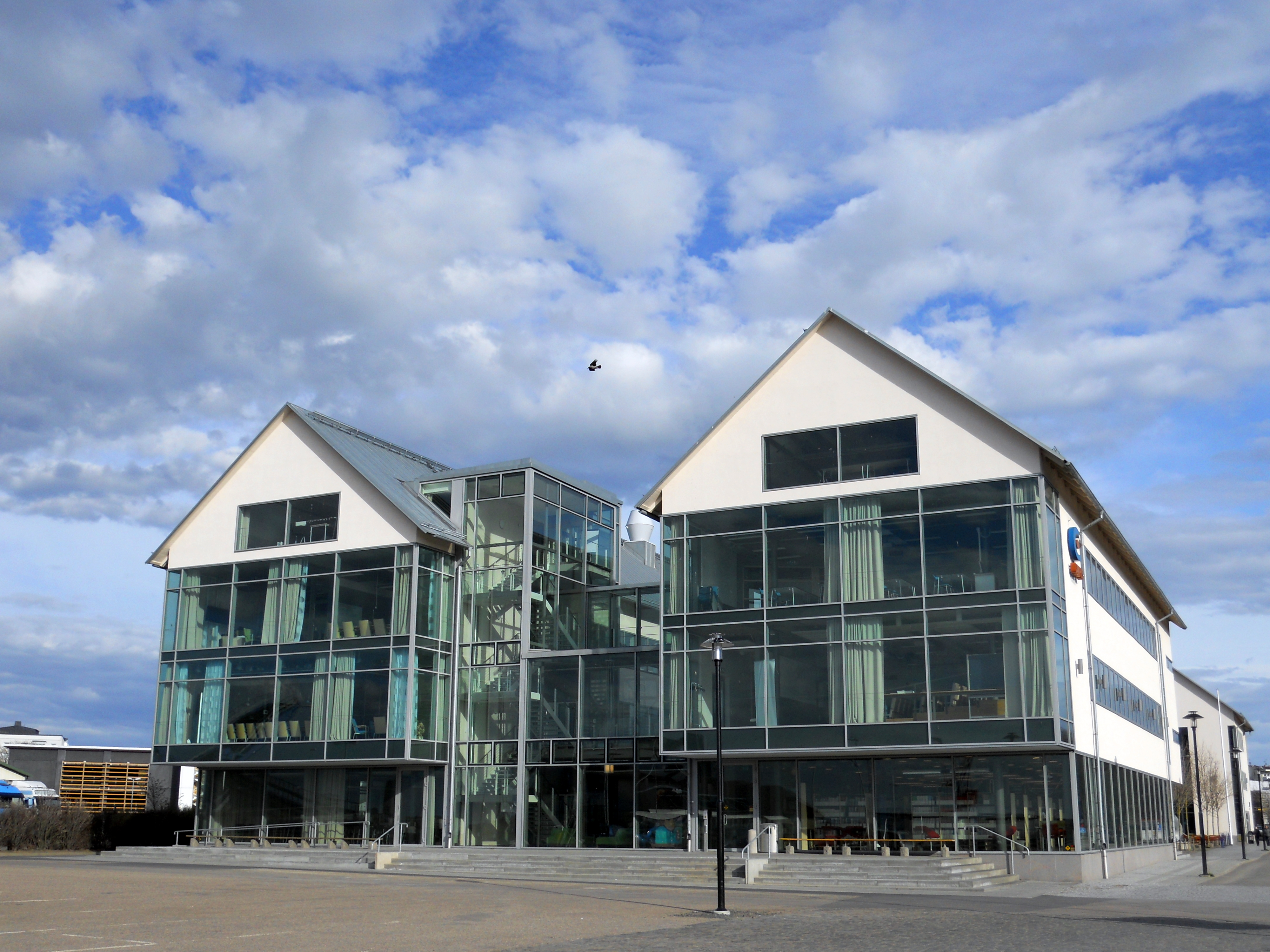
Tillbyggnaden från 2008.

Campus Varberg är ett lärocentrum i Varberg i Hallands län.
Campus Varberg erbjuder högskoleutbildningar i samverkan med andra högskolor och erbjuder även en rad olika yrkeshögskoleutbildningar i egen regi. Organisatoriskt tillhör Campus Varberg utbildnings- och arbetsmarknadsförvaltningen, Varbergs kommun. Campus Varberg arbetar utifrån konceptet "efterfrågade utbildningar" vilket innebär att de utbildningar som erbjuds ska vara efterfrågade på arbetsmarknaden. 

## Om skolan
Campus Varberg invigdes 2003, då fanns cirka 600 studenter. Campus Varberg har sedan dess växt och byggts till och läsåret 2014/2015 fanns cirka 1 700 helårsstudenter. Campus Varberg var 2014 Hallands största yrkeshögskola. 
Chef för Campus Varberg är Tomas Rasmussen.
Under våren 2023 flyttades huvudentré och reception till gaveln mot havet. Detta skedde på grund av den nya stadsdelen Västerport som kommer att uppföras, och för att vara en naturligare väg för de resenärer som färdas till campuset från stationsområdet.